# Leo Amberg
Leo Amberg (Ballwil, 23 de março de 1912 - Oberriet, 18 de setembro de 1999) foi um ciclista suíço que foi profissional entre 1934 e 1947. Ao longo da sua carreira desportiva conseguiu 18 vitórias, entre elas uma etapa do Tour de France, uma do Giro d'Italia e dois campeonatos nacionais em estrada.

## Palmarés
1937
- Campeonato da Suíça em Estrada
- Campeonato de Zurique
- 2 etapas no Tour de France
- 3 etapas da Volta à Suíça

1938
- Campeonato da Suíça em Estrada
- 1 etapa no Giro d'Italia
- 3º no Campeonato Mundial em Estrada

1939
- 1 etapa na Volta a Alemanha

1947
- 1 etapa no Tour da Romandia

## Resultados nas Grandes Voltas
| Carreira           | 1934 | 1935 | 1936 | 1937 | 1938 | 1939 | 1940 | 1941 | 1942 | 1943 | 1944 | 1945 | 1946 | 1947 |
| ------------------ | ---- | ---- | ---- | ---- | ---- | ---- | ---- | ---- | ---- | ---- | ---- | ---- | ---- | ---- |
| Giro d'Italia      | -    | -    | -    | 13º  | 32º  | -    | -    | X    | X    | X    | X    | X    | -    | -    |
| Tour de France     | -    | 24º  | 8º   | 3.º  | -    | -    | X    | X    | X    | X    | X    | X    | X    | Ab.  |
| Volta a Espanha    | X    | 12º  | -    | X    | X    | X    | X    | -    | -    | X    | X    | -    | -    | -    |
| Mundial em Estrada | -    | 5º   | -    | -    | 3.º  | X    | X    | X    | X    | X    | X    | -    | -    | -    |

-: Não participa

Ab.: Abandono

X: Edições não celebradas